# Un abrigo a cuadros
Un abrigo a cuadros  es una película española del año 1957 dirigida por Alfredo Hurtado, la tercera y última de este director de cine, que fue conocido como Pitusín cuando era el ‘primer niño prodigio’ del cine español. Se trata de una película de policías, con una profesora de idiomas, un comisario, un policía, un taxista y un director de empresa. Esta película tardó cuatro años en estrenarse, a pesar de que la crítica la sitúa un poco por encima del nivel medio del cine de esa época.